# 6546 Kaye
A 6546 Kaye (ideiglenes jelöléssel 1987 DY4) egy kisbolygó a Naprendszerben. Antonín Mrkos fedezte fel 1987. február 24-én.